# Saifu
Saifu (c. 577) fue un rey de Axum conocido principalmente por una mención en una biografía china de Mahoma, titulada T'ien-fang Chih-sheng shih-lu, escrita entre 1721 y 1724 por el académico chino Liu Chih. Esta obra se basó en materiales anteriores, entre ellos una biografía del profeta elaborada por Sa'id al-Din Mohammed bin Mas'ud bin Mohammad al-Kazarumi, quien murió en 1357.
Según esta fuente china, el najashi (título que designaba al monarca de Etiopía) envió un embajador con regalos a la familia de Mahoma tras observar una estrella que anunciaba su nacimiento. Cuando Mahoma cumplió siete años, Saifu, mencionado en el texto como el nieto del najashi, también envió presentes. Además, esta biografía menciona que Saifu fue abuelo del najashi que, en torno a 615, otorgó refugio a los primeros emigrantes musulmanes en Axum.
En su análisis de esta fuente "tentativa", el historiador S. C. Munro-Hay considera cómo podría integrarse la genealogía de Saifu con la línea conocida de los monarcas de Axum de finales del siglo VI. Munro-Hay sugiere que el abuelo de Saifu podría ser Kaleb y su nieto el rey Sahama, quien otorgó asilo a los primeros musulmanes. Estas relaciones genealógicas, aunque no confirmadas, son aceptadas como plausibles por el autor.